# Amphoe Chiang Klang

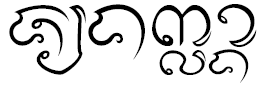
„Chiang Klang“ in Lanna-Schrift

Amphoe Chiang Klang (Thai อำเภอ เชียงกลาง) ist ein Landkreis (Amphoe – Verwaltungs-Distrikt) im Norden der Provinz Nan. Die Provinz Nan liegt im Nordosten der Nordregion von Thailand.

## Geographie
Benachbarte Landkreise (von Norden im Uhrzeigersinn): die Amphoe Thung Chang, Pua, Tha Wang Pha und Song Khwae. Alle Amphoe liegen in der Provinz Nan.

## Geschichte
Chiang Klang wurde am 20. Juni 1968 zunächst als „Zweigkreis“ (King Amphoe) eingerichtet, indem die vier Tambon Puea, Chiang Klang, Chiang Khan und Na Rai Luang vom Amphoe Thung Chang abgetrennt wurden.
Am 16. November 1971 wurde Chiang Klang zum Amphoe heraufgestuft.

## Sehenswürdigkeiten
- Wat Nong Daeng – buddhistischer Tempel (Wat) der Volksgruppe der Tai Lü

## Verwaltung

### Provinzverwaltung
Der Landkreis Chiang Klang ist in sechs Tambon („Unterbezirke“ oder „Gemeinden“) eingeteilt, die sich weiter in 60 Muban („Dörfer“) unterteilen.
| Nr. | Name            | Thai      | Muban | Einw. |
| --- | --------------- | --------- | ----- | ----- |
| 01. | Chiang Klang    | เชียงกลาง  | 13    | 7.294 |
| 02. | Puea            | เปือ       | 15    | 6.841 |
| 03. | Chiang Khan     | เชียงคาน   | 05    | 1.678 |
| 04. | Phra That       | พระธาตุ    | 10    | 3.775 |
| 08. | Phaya Kaeo      | พญาแก้ว    | 07    | 3.358 |
| 09. | Phra Phutthabat | พระพุทธบาท | 10    | 5.073 |

Hinweis: Die fehlenden Geo-Nummern gehörten zu den Tambon, die heute zum Amphoe Song Khwae gehören.

### Lokalverwaltung
Es gibt zwei Kommunen mit „Kleinstadt“-Status (Thesaban Tambon) im Landkreis:
- Phra Phutthabat Chiang Khan (Thai: เทศบาลตำบลพระพุทธบาทเชียงคาน) bestehend aus den kompletten Tambon Chiang Khan, Phra Phutthabat.
- Chiang Klang (Thai: เทศบาลตำบลเชียงกลาง) bestehend aus den Teilen der Tambon Chiang Klang, Puea, Phaya Kaeo.

Außerdem gibt es drei „Tambon-Verwaltungsorganisationen“ (องค์การบริหารส่วนตำบล – Tambon Administrative Organizations, TAO)
- Chiang Klang Phaya Kaeo (Thai: องค์การบริหารส่วนตำบลเชียงกลางพญาแก้ว) bestehend aus den Teilen der Tambon Chiang Klang, Phaya Kaeo.
- Puea (Thai: องค์การบริหารส่วนตำบลเปือ) bestehend aus Teilen des Tambon Puea.
- Phra That (Thai: องค์การบริหารส่วนตำบลพระธาตุ) bestehend aus dem kompletten Tambon Phra That.